# Zielonki (gmina)
Zielonki (1941–54 gmina Węgrzce) – gmina wiejska w Polsce położona w województwie małopolskim, w powiecie krakowskim. W latach 1975–1998 gmina administracyjnie należała do województwa krakowskiego.
Siedziba gminy to Zielonki.
Przez teren gminy przebiega droga krajowa nr 7 w kierunku Warszawy oraz droga wojewódzka nr 794 w kierunku Wolbromia. Do gminy Zielonki kursuje 14 linii autobusowych komunikacji miejskiej.

## Struktura powierzchni
Według danych z roku 2016 gmina Zielonki ma obszar 48 km² (dokładnie: 4858,5 ha), w tym:
- użytki rolne: 85%,
- użytki leśne: 1%.

Gmina stanowi 3,94% powierzchni powiatu.

## Demografia
Dane z 31 grudnia 2024:
| Opis                              | Ogółem | Ogółem | Kobiety | Kobiety | Mężczyźni | Mężczyźni |
| --------------------------------- | ------ | ------ | ------- | ------- | --------- | --------- |
| jednostka                         | osób   | %      | osób    | %       | osób      | %         |
| populacja                         | 24 589 | 100    | 12 688  | 51,60   | 11 901    | 48,40     |
| gęstość zaludnienia (mieszk./km²) | 506    | 506    |         |         |           |           |

Czwarta pod względem liczby mieszkańców gmina, na 17 gmin powiatu krakowskiego.

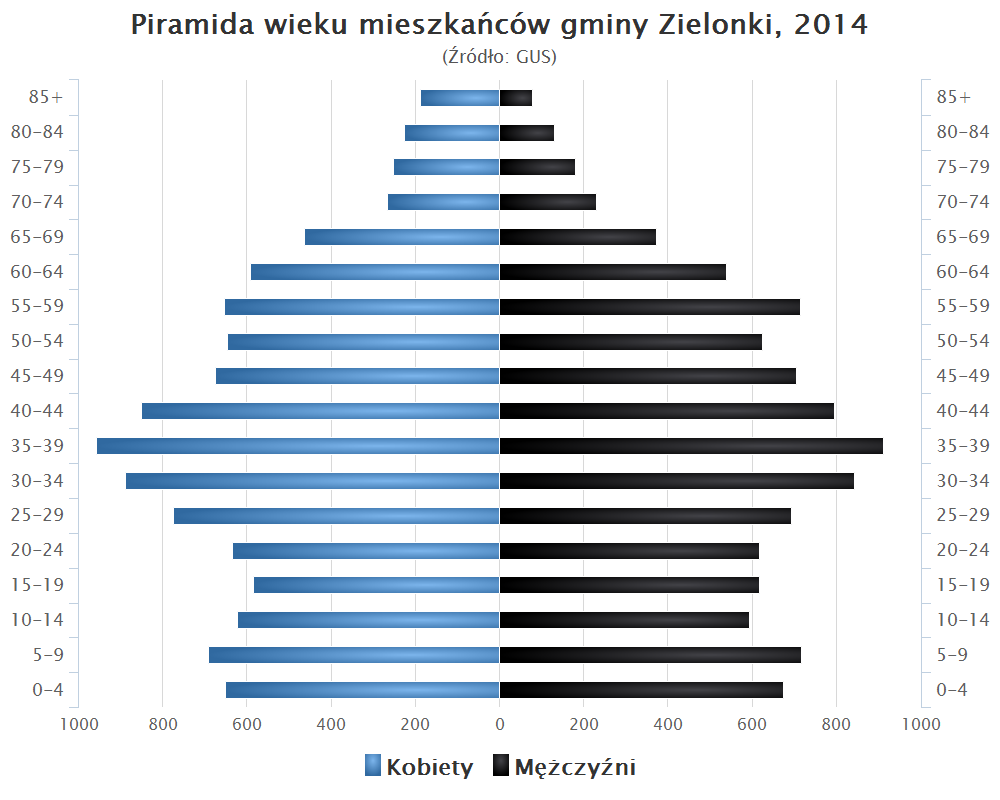
Piramida wieku mieszkańców gminy Zielonki w 2014 roku

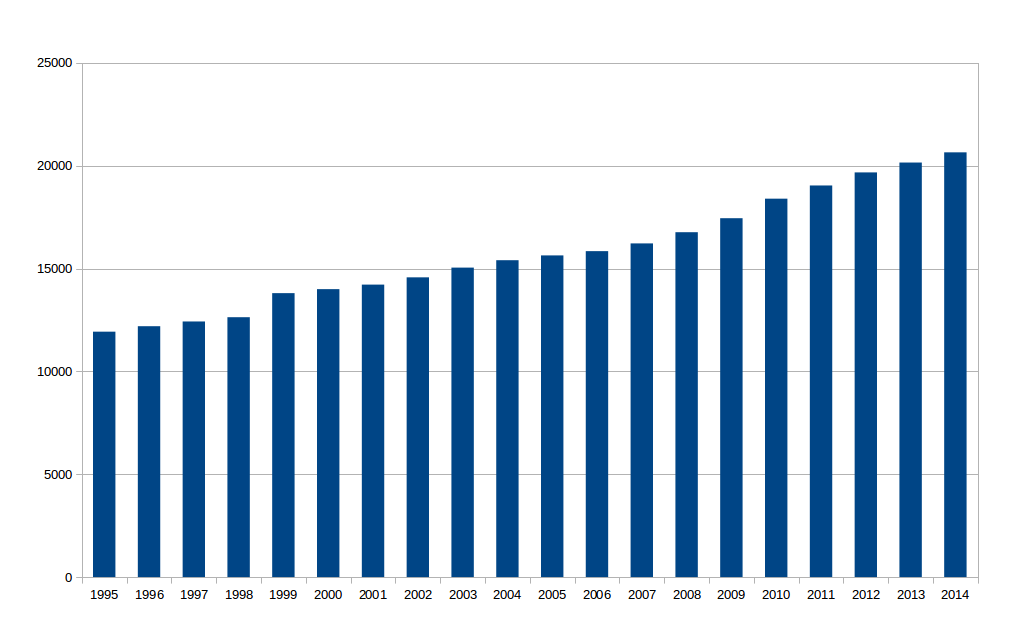
Wykres zmian ludności gminy Zielonki w latach 1995-2014 w GUS

## Sołectwa

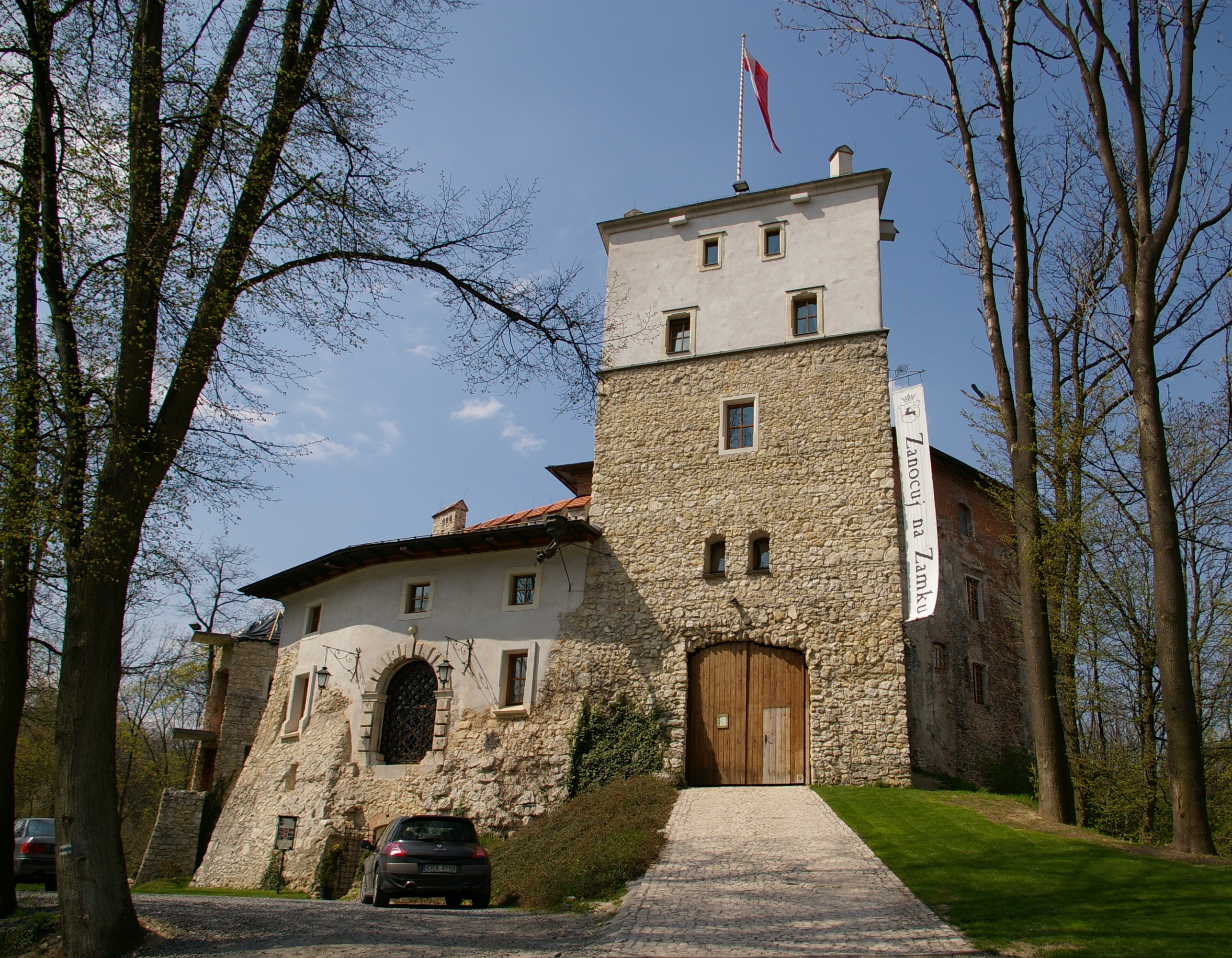
Zamek w Korzkwi

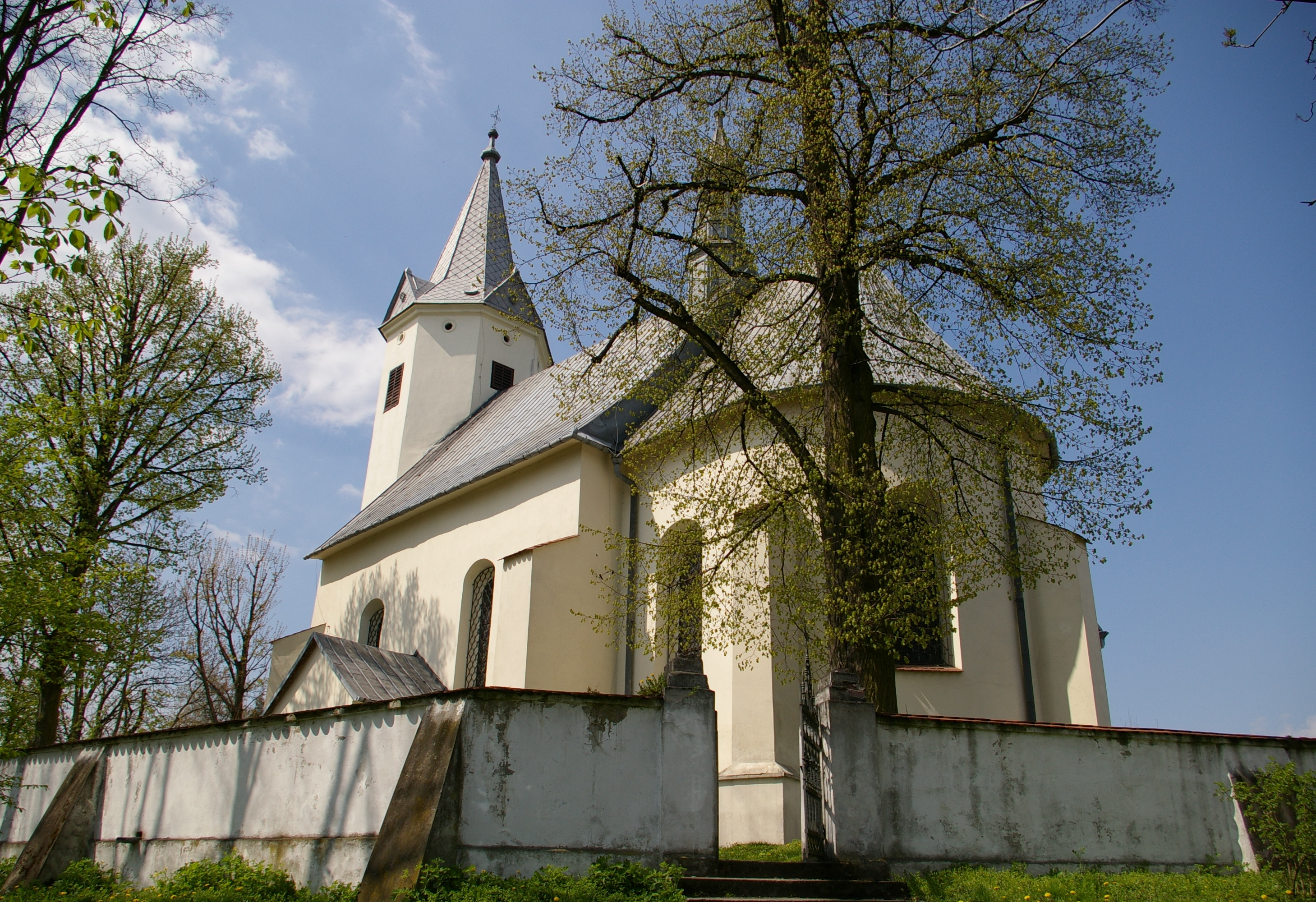
Kościół w Korzkwi

Batowice, Bibice, Bosutów – Boleń, Brzozówka, Dziekanowice, Garlica Duchowna, Garlica Murowana, Garliczka, Grębynice, Januszowice, Korzkiew, Osiedle Łokietka, Owczary, Pękowice, Przybysławice, Trojanowice, Węgrzce, Wola Zachariaszowska, Zielonki.

## Sąsiednie gminy
Gmina Zielonki graniczy na długości 17 km z Krakowem. Spośród gmin otaczających Kraków jest najbliżej położona od jego centrum, odległą w linii prostej od krakowskiego Rynku Głównego o 5 km. Oprócz Krakowa gmina Zielonki sąsiaduje z gminami: Iwanowice, Michałowice, Skała, Wielka Wieś.

## Przyroda
Obszar gminy ma charakter lekko pofalowanej wierzchowiny opadającej ku południowi i porozcinanej dolinami Prądnika i jego dopływów Korzkiewki, Naramki (Garliczki), Bibiczanki oraz Sudołu. Najstarsze skały budujące podłoże to górnojurajskie wapienie. Można zaobserwować charakterystyczne dla Wyżyny Krakowsko-Częstochowskiej odsłonięcia skalne, np. koło Januszowic i Trojanowic. Większość obszaru znajduje się w strefie chronionego krajobrazu, tj. w obrębie Jurajskich Parków Krajobrazowych „Dolinki Krakowskie” oraz Dłubniańskiego Parku Krajobrazowego, a także w strefie otuliny Ojcowskiego Parku Narodowego.

## Historia
Najstarsze ślady osadnictwa, jakie zostały odkryte w Zielonkach, Bibicach, Węgrzcach oraz Batowicach pochodzą z okresu 3–1,7 tys. lat p.n.e., tj. z drugiej połowy okresu Neolitu (młodszej epoki kamienia). Na uwagę zasługują tu Batowice, gdzie odkryto osadę oraz cmentarzysko reprezentujące funkcjonującą między 3 a 2 tys. lat p.n.e. kulturę ceramiki sznurowej, nazwaną tak od charakterystycznego zdobienia glinianych naczyń przed wypaleniem odciskiem sznura. Chronologicznie kolejne istotne ślady osadnictwa pochodzą z epoki żelaza, a dokładniej ze środkowego i późnego okresu lateńskiego (III–I w. p.n.e.). Poświadczają je znaleziska z rejonu Zielonek – Witkowic oraz osada w Boleniu zamieszkała przez przedstawicieli „grupy tynieckiej” (od Tyńca w Krakowie), zwanej też celto-przeworską ze względu na występowanie w niej obok siebie elementów o cechach właściwych dla kultury celtyckiej oraz kultury przeworskiej. W kolejnych fazach okresu rzymskiego (150–400 r.) następuje dalsza ekspansja osadnicza ludności kultury przeworskiej w dolnym biegu Prądnika, a także okolicznych wierzchowin, jak np. w Przybysławicach. Być może z tą osadą związany jest skarb przypuszczalnie 800 monet rzymskich, które wyorano w Korzkwi w 1 poł. XVIII w. Większość monet przetopiono wówczas wykonując kufel, który ozdobiono pozostałymi 188 denarami wybitymi w okresie 54–188 r. oraz opatrzono napisem upamiętniającym miejsce i okoliczności odnalezienia skarbu. Obecnie kufel znajduje się w Muzeum Narodowym w Poznaniu.
Gmina zbiorowa Zielonki została utworzona 1 sierpnia 1934 roku w powiecie krakowskim w woj. krakowskim z dotychczasowych jednostkowych gmin wiejskich Bibice, Garlica Murowana, Giebułtów, Prądnik Biały, Tonie, Trojanowice, Witkowice i Zielonki.
1 czerwca 1941, podczas okupacji hitlerowskiej, gmina została zniesiona, wchodząc w skład nowo utworzonej gminy Węgrzce (gromady Bibice, Garlica Murowana, Trojanowice i Zielonki) i gminy Zabierzów (gromada Giebułtów) oraz miasta Krakowa (gromady Prądnik Biały, Tonie, Witkowice i Górka Narodowa); włączenie gromad do Krakowa administracja polska zatwierdziła dopiero 18 stycznia 1948, z mocą obowiązującą wstecz od 18 stycznia 1945.
Gminę Zielonki reaktywowano dopiero 1 stycznia 1973.

## Szlaki turystyczne
Szlak Orlich Gniazd
Przez teren gminy Zielonki przebiega początkowy etap Szlaku Orlich Gniazd, a zamek w Korzkwi to pierwsze od strony Krakowa Orle Gniazdo.
Szlak Stanisława Wyspiańskiego
W 2017 z inicjatywy Stowarzyszenia Wspierania Rodziny i Społeczności Wiejskiej „Zachariasz" powstał Szlak Stanisława Wyspiańskiego, upamiętniający czas, gdy artysta mieszkał w Węgrzcach. Szlak składa się z części okrężnej o długości 3,6 km i odnogi, mającej 2,4 km. Został wyposażony w tablice informacyjne i obejmuje obiekty:
- Dwór w Boleniu
- Obelisk w miejscu domu Stanisława Wyspiańskiego w Węgrzcach
- Popiersie Stanisława Wyspiańskiego w Bibicach

Projekt zyskał wsparcie Województwa Małopolskiego w ramach konkursu ofert turystycznych „Małopolska Gościnna".

## Zabytki
Obiekty wpisane do rejestru zabytków nieruchomych województwa małopolskiego:
- Fort pancerny pomocniczy 45a „Bibice”
- Zespół dworski w Boleniu
- Zespół dworski w Garlicy Murowanej
- Kościół Narodzenia św. Jana Chrzciciela w Korzkwi
- Zamek w Korzkwi
- Zespół dworski w Owczarach
- Fort pancerny pomocniczy 44a „Pękowice”
- Fort główny artyleryjski 47 „Łysa Góra”
- Fort główny artyleryjski 45 „Zielonki”
- Kościół Narodzenia Najświętszej Marii Panny w Zielonkach

## Pozostałe zabytki
- Forty poaustriackie dawnej Twierdzy Kraków
- Izba Regionalna w Bibicach
- Miejsce obozowania Tadeusza Kościuszki podczas Insurekcji Kościuszkowskiej w 1794 roku w Bosutowie upamiętnione obeliskiem
- Zabudowa regionalna we wsiach Bibice, Bosutów, Boleń

## Kultura
Na terenie gminy działają instytucje:
- Biblioteka Publiczna w Zielonkach oraz trzy filie: w Bibicach, Węgrzcach i Przybysławicach[17],
- Centrum Kultury, Promocji i Rekreacji w Zielonkach zajmujące się promocją i upowszechnianiem kultury i tradycji gminy Zielonki, m.in. organizując imprezy kulturalne i rekreacyjne oraz wydając czasopismo „Wiadomości Lokalne Gminy Zielonki”. W ramach CKPiR funkcjonuje hala sportowa oraz Centrum Integracji Społecznej w Zielonkach.

## Inne
Na terenie gminy znajduje się park wiejski (w Zielonkach).